# Los Chasch
Los Chasch (City of the Chasch) es una novela de ciencia ficción escrita por Jack Vance en 1968. Es la primera de la serie del Ciclo de Tschai.

## Argumento
La nave Explorador IV llega al planeta Tschai siguiendo una señal emitida hace doscientos años. Al acercarse, la nave es destruida por un misil, y sólo se salva la nave de exploración, que aterriza en un árbol. Tras el paso de unas naves que se llevan el cohete, aparecen los Emblemas, una tribu de humanos nómadas. Uno de sus magos degüella a uno de los tripulantes, pero el jefe, Traz Onmale, salva al otro, quedando Adam Reith como único superviviente, y es llevado a la aldea como esclavo de Traz. Poco antes de recuperarse por completo, se besa con una chica, y un guerrero le golpea y denuncia. Antes de que le castren, lucha con él, ganando su emblema. Poco después, otro guerrero, apuntándole, mata a la chica. Tras la segunda lucha y asesinato, se integra en la tribu a regañadientes. Un eclipse entre las dos lunas supone que Traz debe morir, pero Reith le convence para que abandone su emblema y huya. Avanzan por la estepa hasta llegar a una ciudad en ruinas, donde salvan a un hombre-dirdir, Anacho, de un phung. Los tres se unen a una caravana, siguiendo la señal de la nave de Reith, y mientras intenta salvar a una esclava de unas sacerdotisas. Acaba siguiéndolas a su Seminario, donde libera a sus esclavos para que las maten y se lleva a la primera, Ylin-Ylan. Antes de llegar a Pera, la caravana es atacada por los chasch verdes y los supervivientes se refugian en la ruinosa ciudad, que es regida por el brutal Naga Goho y sus Gnasthers. A 30 km al oeste de Pera se encuentra Dadiche, una ciudad de los chasch azules donde se encuentra la nave. En un paseo para verla, Naga Goho se lleva a Ylin-Ylan a su palacio. Cuando lo descubre, Reith salva a Traz de ser ahorcado e inicia una rebelión. Tras ahorcar a Naga Goho, va disfrazado a Dadiche para recuperar la nave. La encuentra, pero es detectado y debe escabullirse. Al volver a Pera, le hacen jefe. Comienza a hacer cambios, y cuando los chasch van a preguntar, los mata y captura su nave. Arrasan la primera expedición, y cuando la columna de guerra sale para atacar, consiguen que una horda de Chasch verdes caiga sobre ellos. Los humanos aprovechan para arrasar la ciudad, matan a los chasch y les dan a los hombres-chasch el gobierno de Dadiche.
- Datos: Q1747536